# Internationale Orgeltage Trier

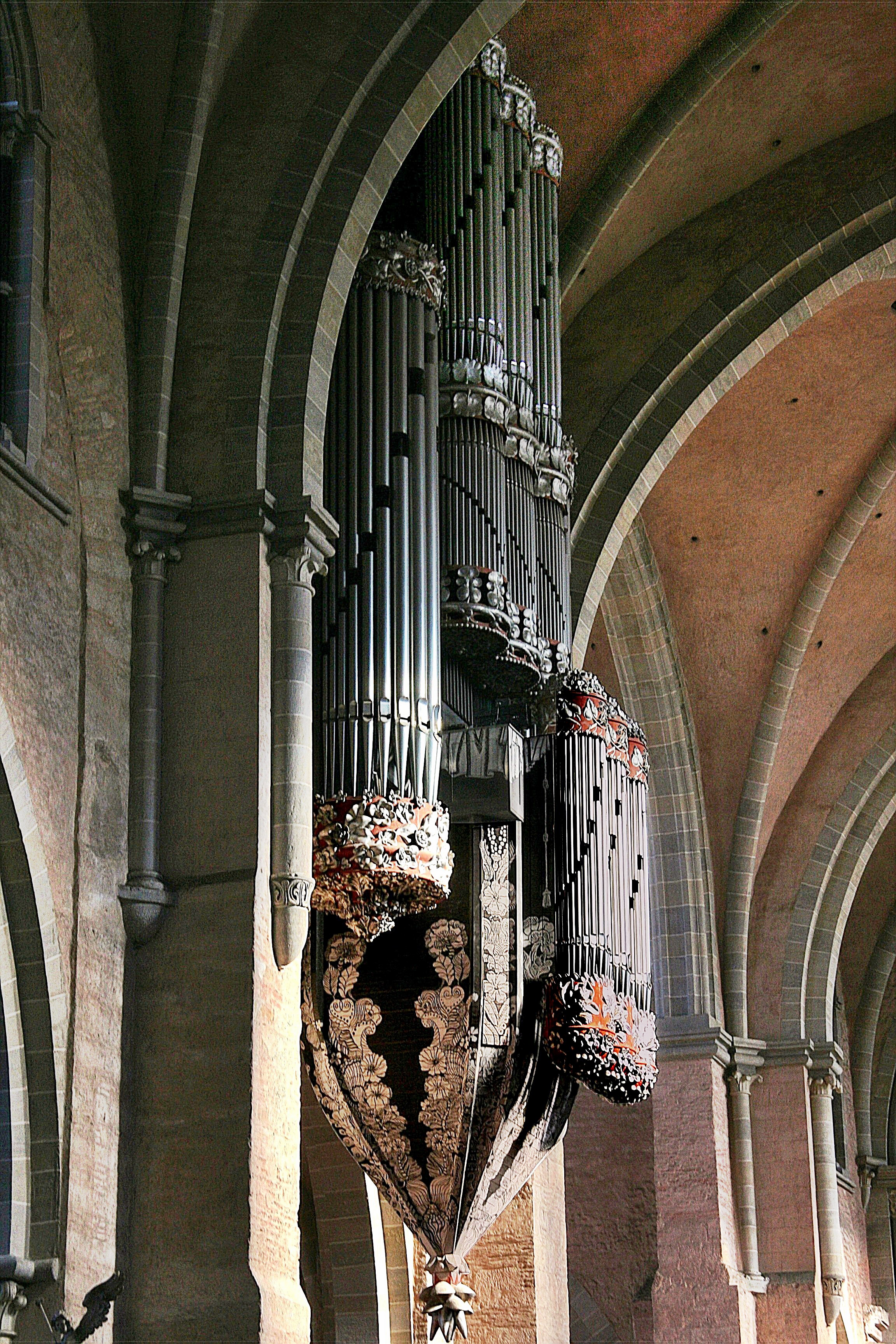
Hauptorgel des Trierer Doms

Die Internationalen Orgeltage finden alljährlich im Sommer in Trier statt. Sie wurden vor über zwei Jahrzehnten vom damaligen Trierer Domorganisten Wolfgang Oehms ins Leben gerufen und stehen heute unter der künstlerischen Leitung von Domorganist Josef Still. Die Internationalen Orgeltage mobilisieren eine große Anzahl von Zuhörern aus ganz Deutschland und dem benachbarten Ausland. Die Konzerte finden jeweils im Mai und Juni wöchentlich dienstags ab 20:00 Uhr statt.
Renommierte Interpreten wie Naji Hakim, Olivier Latry oder Jane Parker-Smith schätzen neben der großen Schwalbennest-Orgel von der Orgelmanufaktur Klais in Bonn mit ihren 67 Registern auch die große Anzahl von oft 500 oder mehr orgelbegeisterten Besuchern.